# Wereldkampioenschappen schaatsen afstanden 2019 - 500 meter mannen
De 500 meter mannen op de wereldkampioenschappen schaatsen afstanden 2019 werd gereden op vrijdag 8 februari 2019 in het ijsstadion Max Aicher Arena in Inzell, Duitsland. 
De Rus Roeslan Moerasjov won zijn eerste wereldtitel door regerend Olympisch kampioen Håvard Holmefjord Lorentzen te kloppen.

## Uitslag
| #      | Schaatser                   | Tijd     |
| ------ | --------------------------- | -------- |
| Goud   | Roeslan Moerasjov           | 34,22 BR |
| Zilver | Håvard Holmefjord Lorentzen | 34,35    |
| Brons  | Viktor Moesjtakov           | 34,43    |
| 4      | Cha Min-kyu                 | 34,44    |
| 5      | Yuma Murakami               | 34,47    |
| 6      | Ronald Mulder               | 34,50    |
| 7      | Pavel Koelizjnikov          | 34,53    |
| 8      | Dai Dai Ntab                | 34,55    |
| 9      | Gao Tingyu                  | 34,59    |
| 10     | Jan Smeekens                | 34,68    |
| 11     | Nico Ihle                   | 34,69    |
| 12     | Artur Waś                   | 34,72    |
| 13     | Kim Jun-ho                  | 34,74    |
| 14     | Laurent Dubreuil            | 34,803   |
| 14     | Artur Nogal                 | 34,804   |
| 16     | Tatsuya Shinhama            | 34,84    |
| 17     | Gilmore Junio               | 34,85    |
| 18     | Piotr Michalski             | 34,92    |
| 19     | Henrik Fagerli Rukke        | 34,93    |
| 20     | Kim Tae-yun                 | 35,01    |
| 21     | David Bosa                  | 35,15    |
| 22     | Bjørn Magnussen             | 35,33    |
| 23     | Christopher Fiola           | 35,55    |
| 24     | Tsubasa Hasegawa            | DQ       |

1996 · 
1997 · 
1998 · 
1999 · 
2000 · 
2001 · 
2003 · 
2004 · 
2005 · 
2007 · 
2008 · 
2009 · 
2011 · 
2012 · 
2013 · 
2015 · 
2016 · 
2017 ·
2019 ·
2020 ·
2021 ·
2023 ·
2024 ·
2025